# Miguel Interllige
Miguel Interllige (født 1956) er en håndboldtræner fra Spanien. Han træner Argentinas håndboldlandshold, og deltog under VM 2011 i Brasilien.